# António Livramento
António José Parreira do Livramento (Évora, 28 febbraio 1943 – Lisbona, 7 giugno 1999) è stato un hockeista su pista e allenatore di hockey su pista portoghese.

## Carriera

### Giocatore

#### Club
Aveva iniziato giocando a calcio, quando fu invitato dal Futebol Benfica a giocare a hockey a rotelle nel 1959, ed accettò. Ha rappresentato il Benfica dal 1959 al 1970 e, dopo l'esperienza italiana al Monza dal 1970 al 1971, il ritorno in Portogallo al Benfica, al Banco Pinto & Sotto Mayor e allo Sporting Lisbona, poi ancora in Italia all'Amatori Lodi dal 1978 al 1979, e ancora in Portogallo allo Sporting Lisbona fino al 1980.

#### Nazionale
Iniziò a giocare nelle categorie giovanili di hockey su pista del Portogallo nel 1960 e fu subito reputato il miglior giocatore del Campionato Europeo Giovanile di Hockey. Ben presto fu chiamato nella massima squadra nazionale per vincere il Campionato europeo nel 1961 e il Campionato del mondo di Santiago del Cile '62. Nel corso della sua lunga carriera, ha collezionato 209 presenze in Nazionale portoghese, segnando 425 gol, dal 1961 al 1977. In seguito a un brutto incidente con un giocatore spagnolo nella finale del Campionato europeo del 1977, decise di lasciare la Nazionale.
Ha vinto 3 titoli di Campione del Mondo nel 1962, 1968 e 1974, e 7 di Campione d'Europa nel 1961, 1963, 1965, 1967, 1973, 1975 e 1977.

### Allenatore
Dopo aver terminato la carriera da giocatore allo Sporting Lisbona, con la stessa squadra portoghese ha iniziato la carriera allenatore. In Italia ha allenato il Bassano nelle stagioni 1984/85 e 1985/86, e il Novara nel 1989. È stato anche allenatore del Porto e della Nazionale portoghese, vincendo 3 titoli di Campione del Mondo nel 1982, 1991 e 1993, e 3 titoli di Campione Europeo nel 1987, 1992 e 1994. Ha rassegnato le dimissioni dalla Nazionale dopo aver fallito la presenza all'edizione 1995 del Campionato del Mondo.

## Palmarès

### Giocatore

#### Club

##### Competizioni nazionali
- Campionati portoghesi: 8

Benfica: 1959-60, 1960-61, 1965-66, 1966-67, 1967-68, 1971-72, 1973-74
Sporting CP: 1976-77
- Coppa del Portogallo: 2

Benfica: 1962-63
Sporting CP: 1976-77
- Coppa Italia: 2

Monza: 1971
Amatori Lodi: 1978

##### Competizioni internazionali
- Coppa delle Nazioni: 1

Benfica: 1962
- Coppa dei Campioni: 1

Sporting CP: 1976-77

#### Nazionale
- Campionato mondiale: 3

1962, 1968, 1974
- Campionato europeo: 7

1961, 1963, 1965, 1967, 1973, 1975, 1977
- Coppa delle Nazioni: 5

1963, 1965, 1968, 1970, 1973

### Allenatore

#### Club

##### Competizioni nazionali
- Campionati portoghesi: 3

Sporting CP: 1981-82, 1987-88
Porto: 1998-99
- Coppa del Portogallo: 2

Sporting CP: 1983-84
Porto: 1998-99

##### Competizioni internazionali
- Coppa delle Coppe: 1

Sporting CP: 1980-81
- Coppa CERS: 1

Sporting CP: 1983-84

#### Nazionale
- Campionato mondiale: 2

1982, 1993
- Campionato europeo: 3

1987, 1992, 1994
- Coppa delle Nazioni: 3

1984, 1987, 1994
- Giochi Mondiali: 1

1993